# Pajaroncillo
Pajaroncillo es un municipio y localidad española de la provincia de Cuenca, en la comunidad autónoma de Castilla-La Mancha. El término municipal, ubicado en la comarca de la Serranía Baja, tiene una población de 62 habitantes (INE 2024). El término es de gran importancia arqueológica y, además, cuenta con imponentes bellezas naturales. Entre sus restos arqueológicos destaca la Necrópolis de túmulos correspondiente a la Edad de Hierro. También de gran interés es el puente que atraviesa el río Cabriel, construido en el siglo XVI  en sillería.

## Geografía

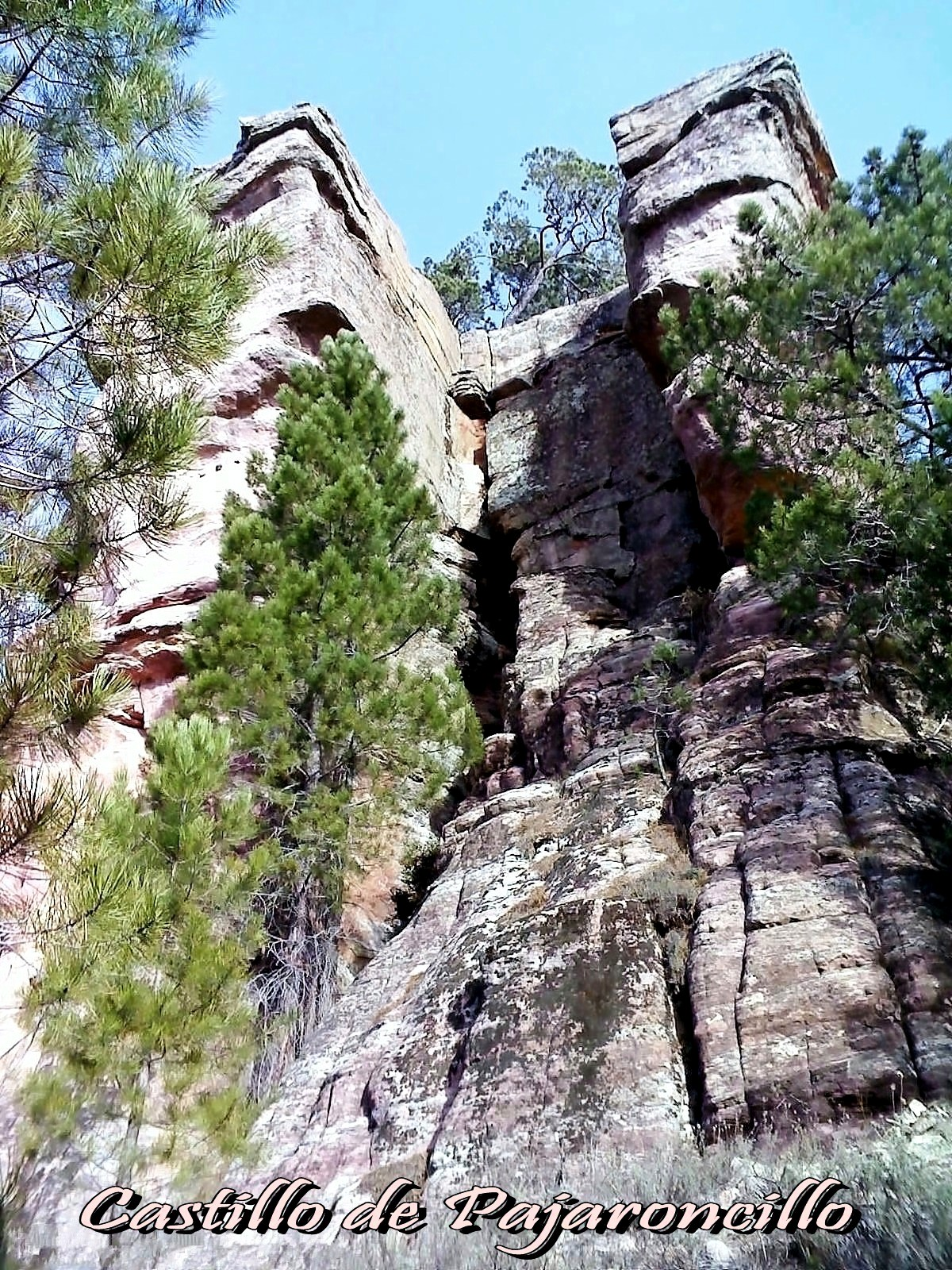
Las Corbeteras

Integrado en la comarca de Serranía Baja, se sitúa a 52 km de la capital provincial, Cuenca. El término municipal está atravesado por la carretera N-420 entre los pK 478 y 492. El relieve del municipio es el propio de la Serranía, estando las mayores altitudes en el sector septentrional. El río Cabriel discurre por el territorio de noreste a sur. La altitud oscila entre los 1315 m al norte (pico de la Zorra) y los 920 m a orillas del río Cabriel. El pueblo se eleva a 995 m sobre el nivel del mar.  Limita con los términos de Valdemorillo de la Sierra, Cañete, Boniches, Pajarón, Villar del Humo, Carboneras de Guadazaón y Villar del Humo.
En el siglo XIX se comenta cómo «hay muchos sitios poblados de pinos, sabinas, enebros, robles y otros arbustos». Las Corbeteras son un paraje rodeado de pinares situado a 2 km de la localidad, formado por un conjunto de rocas calizas erosionadas por los agentes atmosféricos, con curiosas formas como chimeneas.

## Historia
A mediados del siglo XIX, el lugar contaba con una población censada de 127 habitantes. La localidad aparece descrita en el decimosegundo volumen del Diccionario geográfico-estadístico-histórico de España y sus posesiones de Ultramar de Pascual Madoz de la siguiente manera:

PAJARONCILLO: l. con ayunt. en la prov. y dióc. de Cuenca (6 leg.), part. jud. de Cañete (4), aud. terr. de Albacete (16), c. g. de Madrid (31). sit. en una altura al pie de un espeso pinar y á 1/4 de leg. del r. Cabriel, con clima frio, sano y bien ventilado. Consta de 34 casas de pobre construccion, una igl. parr. aneja de la de Pajaron, y sen ida por el cura de esta. Confina el térm. por N. con Valdelmoro; E. Villar del Humo; S. Carboneras, y O. Pajaron. Su terreno poco productivo, se halla la mayor parte destinado a pastos y monte, y como 300 fan. á la siembra de centeno. hay muchos sitios poblados de pinos, sabinas, enebros, robles y otros arbustos de los que se surten para leña: los caminos son locales y en mal estado: la correspondencia se recibe de Cañete una vez á la semana. prod.: poco trigo, centeno y algunas legumbres: se cria bastante ganado lanar y vacuno; caza mayor, liebres, perdices y conejos; y pesca de truchas y barbos en el mencionado r. ind.: la agrícola y ganadería; y comercio la venta de los sobrantes de aquellas. pobl.: 32 vec., 127 alm. cap. prod.: 407,540 rs. imp.: 20,377: presupuesto municipal asciende á 1,000 rs. y se cubre con los productos de pastos y la renta de una posada.
(Madoz, 1849, p. 518)

## Demografía
Pajaroncillo cuenta con una población de 62 habitantes (INE 2024).
| Gráfica de evolución demográfica de Pajaroncillo entre 1842 y 2021                                                  |
| |
| Población de derecho según los censos de población del INE Población de hecho según los censos de población del INE |

| 1991 |  | 1996 |  | 2001 |  | 2013 |  | 2015 |
| ---- |  | ---- |  | ---- |  | ---- |  | ---- |
| 98   |  | 98   |  | 93   |  | 72   |  | 76   |

## Patrimonio

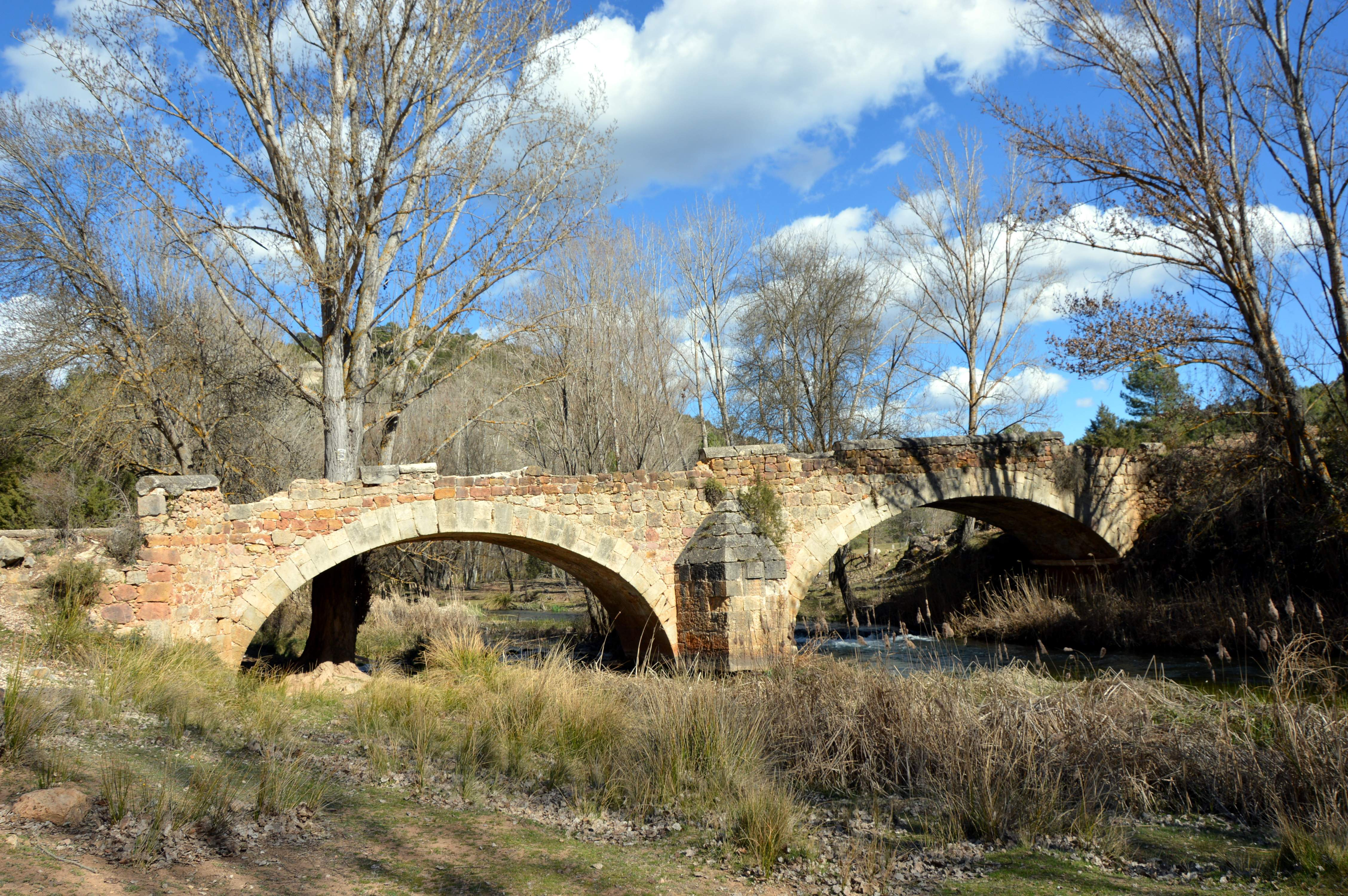
Vista occidental del puente de Cristinas

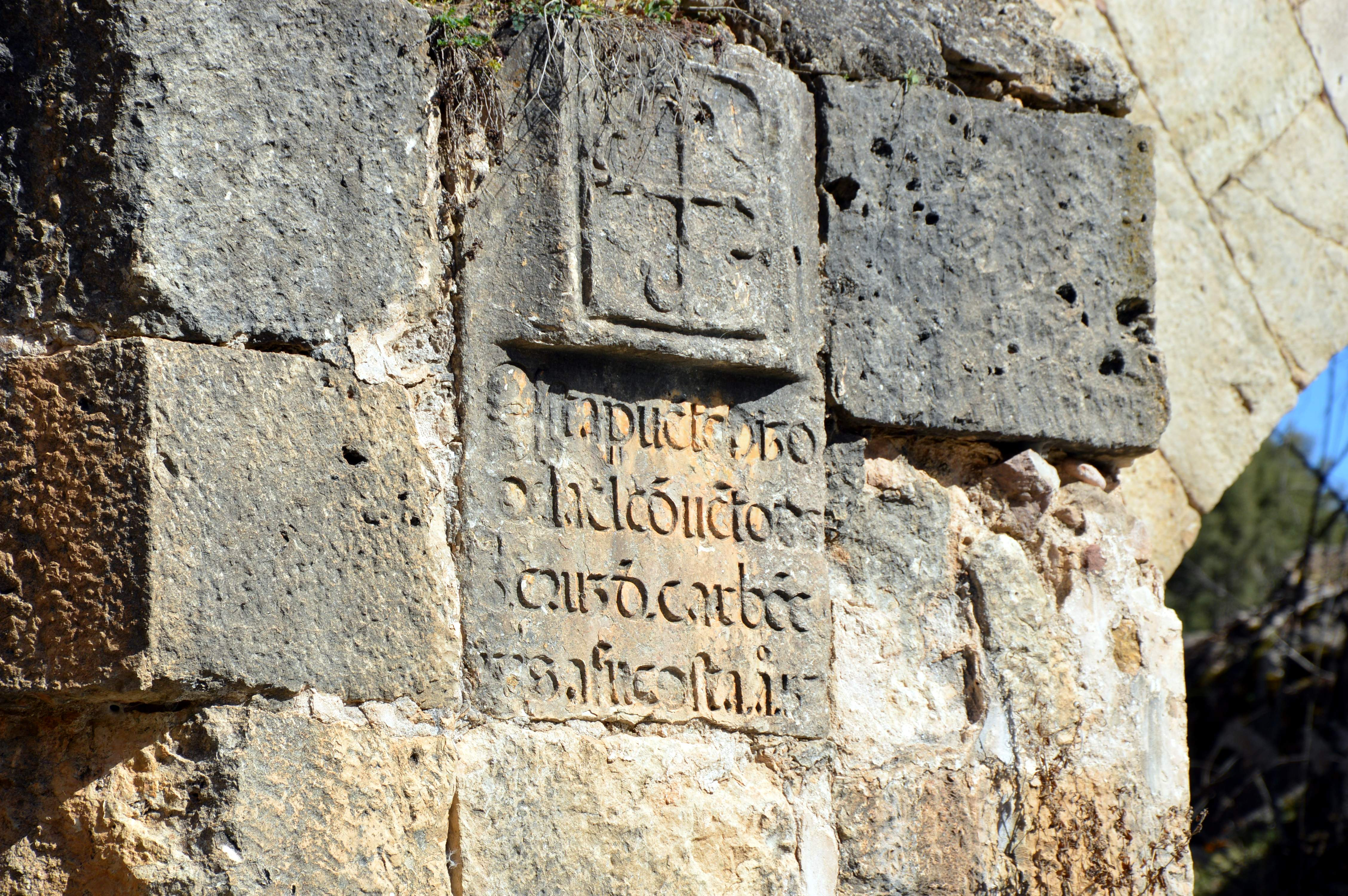
Detalle de la inscripción gótica en el parteaguas del puente

Entre las construcciones civiles destaca el puente de Cristinas, viaducto y vía pecuaria situado sobre el río Cabriel, a unos tres kilómetros de la localidad, fábrica del siglo XVI. Se halla muy deteriorado en su parte superior (pretiles), por su antigüedad, historia y bella factura requeriría una actuación urgente por parte de las entidades responsables de su mantenimiento.